# Festival di Sanremo 2025
Il settantacinquesimo Festival di Sanremo si è svolto al Teatro Ariston di Sanremo dall'11 al 15 febbraio 2025 con la conduzione e la direzione artistica di Carlo Conti.
La regia è stata curata da Maurizio Pagnussat, la scenografia da Riccardo Bocchini. La direzione musicale è stata affidata a Pinuccio Pirazzoli; gli autori sono Carlo Conti, Mario D'Amico, Emanuele Giovannini, Ludovico Gullifa, Lavinia Iannarilli, Giancarlo Leone, Ivana Sabatini, Walter Santillo e Leopoldo Siano con la collaborazione di Federico Bravetti, Mattia Bravi, Paola Di Pietro e Fiammetta Profili.
Vi hanno partecipato trentatré artisti, che hanno presentato altrettanti brani suddivisi in due sezioni, come avveniva fino all'edizione 2021: Campioni, con ventinove artisti di chiara fama che hanno cantato brani inediti, e Nuove proposte, composta da quattro giovani cantanti emergenti, qualificati tramite Sanremo Giovani 2024. Questi ultimi, a differenza delle edizioni precedenti, hanno presentato il medesimo brano con il quale hanno gareggiato durante la suddetta competizione.
L'edizione è stata vinta da Olly, con il brano Balorda nostalgia, per la sezione Campioni e da Settembre, con il brano Vertebre, per le Nuove proposte.
Come già accaduto durante le edizioni precedenti, al vincitore della sezione Campioni è stato riservato il diritto di rappresentare l'Italia all'Eurovision Song Contest 2025. In seguito alla rinuncia di Olly, tale possibilità è stata concessa dalla Rai a Lucio Corsi, secondo classificato nella categoria Campioni con il brano Volevo essere un duro. L'artista ha preso quindi parte alla sessantanovesima edizione del concorso canoro europeo, che si è svolto in Svizzera, a Basilea, dal 13 al 17 maggio 2025, al termine del quale si è classificato quinto.
L'edizione, conclusa con la media del 66,38% di share, è stata la più vista dal 1995. Inoltre risulta essere, sempre in termini di share, il terzo Festival maggiormente seguito da quando è in funzione l'Auditel. Per quanto riguarda invece il numero medio degli spettatori, pari a circa 12 milioni, è il più alto degli ultimi venticinque anni: per trovare un dato migliore bisogna infatti tornare all'edizione del 2000.

## Partecipanti e classifica finale
Il 1º dicembre 2024 Carlo Conti ha annunciato i nomi dei trenta artisti selezionati nella sezione Campioni durante l'edizione diurna del TG1. I titoli dei brani sono stati resi noti il 18 dicembre, durante la finale di Sanremo Giovani 2024.
Il 29 gennaio 2025 Emis Killa si è ritirato dalla manifestazione in seguito alla sua iscrizione nel registro degli indagati per il reato di associazione per delinquere nell'ambito di un'inchiesta sugli affari legati ai gruppi ultras. Dopo averne preso atto, la Rai ha dichiarato che il rapper non sarebbe stato sostituito da nessun altro portando il numero di artisti in gara a 29.

### SezioneCampioni
| Pos. | Interprete                        | Brano                  | Autori                                                                                     | Etichetta discografica                | Ultima partecipazione |
| ---- | --------------------------------- | ---------------------- | ------------------------------------------------------------------------------------------ | ------------------------------------- | --------------------- |
| 1º   | Olly                              | Balorda nostalgia      | F. Olivieri, J. Boverod, P. Pasini                                                         | Epic                                  | 2023                  |
| 2º   | Lucio Corsi                       | Volevo essere un duro  | L. Corsi, T. Ottomano                                                                      | Sugar Music                           | Esordio               |
| 3º   | Brunori Sas                       | L'albero delle noci    | Brunori Sas                                                                                | Island, Universal                     | Esordio               |
| 4º   | Fedez                             | Battito                | Fedez, F. Abbate, A. La Cava e Cripo                                                       | Warner Music Italy                    | 2021                  |
| 5º   | Simone Cristicchi                 | Quando sarai piccola   | S. Cristicchi, N. Brunialti e Amara                                                        | Dueffel, ADA Music Italy              | 2019                  |
| 6º   | Giorgia                           | La cura per me         | R. Fabbriconi, Giorgia e Michelangelo                                                      | Epic                                  | 2023                  |
| 7º   | Achille Lauro                     | Incoscienti giovani    | A. Lauro, S. P. Manzari, P. Antonacci, D. Simonetta, M. Ciceroni, D. Nelli e G. Calculli   | Warner Music Italy                    | 2022                  |
| 8º   | Francesco Gabbani                 | Viva la vita           | F. Gabbani, Pacifico, C. Gabelloni, D. Simonetta e G. Zito                                 | BMG Rights Management Italy           | 2020                  |
| 9º   | Irama                             | Lentamente             | Irama, R. Fabbriconi, Michelangelo e G. Colonnelli                                         | Warner Music Italy                    | 2024                  |
| 10º  | Coma_Cose                         | Cuoricini              | F. Mesiano, F. Lama, A. Filippelli e G. Manilardi                                          | Asian Fake, Warner Music Italy        | 2023                  |
| 11º  | Bresh                             | La tana del granchio   | Bresh, L. Di Biasi, G. De Lauri e L. Ghiazzi                                               | Epic                                  | Esordio               |
| 12º  | Elodie                            | Dimenticarsi alle 7    | Elodie, D. Petrella e D. Simonetta                                                         | Island, Universal                     | 2023                  |
| 13º  | Noemi                             | Se t'innamori muori    | Mahmood, R. Fabbriconi e Michelangelo                                                      | Columbia                              | 2022                  |
| 14º  | The Kolors                        | Tu con chi fai l'amore | A. Fiordispino, D. Petrella, E. D'Erme e S. Tognini                                        | Warner Music Italy                    | 2024                  |
| 15º  | Rocco Hunt                        | Mille vote ancora      | R. Pagliarulo, Kende, M. Salvaderi, L. Santarelli, D. Simonetta, P. Antonacci e S. Tognini | Epic                                  | 2016                  |
| 16º  | Willie Peyote                     | Grazie ma no grazie    | W. Peyote, A. A. Vella, D. Bestonzo e L. Romeo                                             | Turet, EMI, Universal                 | 2021                  |
| 17º  | Sarah Toscano                     | Amarcord               | S. Toscano, J. Ettorre, F. Abbate, F. Mercuri, G. Cremona, E. Maimone e L. Grillotti       | Warner Music Italy                    | Esordio               |
| 18º  | Shablo con Guè, Joshua e Tormento | La mia parola          | Guè, Joshua, Tormento, E. Medici, Shablo, V. L. Faraone, R. Lamanna ed E. Conocchia        | Oyster, Island, Universal             | Esordio, 2001         |
| 19º  | Rose Villain                      | Fuorilegge             | R. Luini, A. Ferrara, F. Abbate e Cripo                                                    | Warner Music Italy                    | 2024                  |
| 20º  | Joan Thiele                       | Eco                    | A. J. Thiele, E. Triglia, F. Abbate e S. Benussi                                           | RCA Numero Uno                        | Esordio               |
| 21º  | Francesca Michielin               | Fango in paradiso      | F. Michielin, D. Simonetta e A. Raina                                                      | Columbia                              | 2021                  |
| 22º  | Modà                              | Non ti dimentico       | F. Silvestre                                                                               | Warner Music Italy                    | 2023                  |
| 23º  | Massimo Ranieri                   | Tra le mani un cuore   | T. Ferro, F. Neviani, G. Anania e M. Venturini                                             | Warner Music Italy, NAR International | 2022                  |
| 24º  | Serena Brancale                   | Anema e core           | S. Brancale, F. Abbate, J. Ettorre, M. Finotti e N. Lazzarin                               | Warner Music Italy                    | 2015                  |
| 25º  | Tony Effe                         | Damme 'na mano         | N. Rapisarda, D. Petrella, D. V. Vettraino e L. V. Faraone                                 | Island, Universal                     | Esordio               |
| 26º  | Gaia                              | Chiamo io chiami tu    | G. Gozzi, D. Petrella e S. Tognini                                                         | Columbia                              | 2021                  |
| 27º  | Clara                             | Febbre                 | C. Soccini, J. Ettorre, F. Calearo, F. Abbate e D. Faini                                   | Warner Music Italy                    | 2024                  |
| 28º  | Rkomi                             | Il ritmo delle cose    | M. Martorana, J. Ettorre, M. Pierotti, F. Catitti, Shablo e L. V. Faraone                  | Island, Universal                     | 2022                  |
| 29º  | Marcella Bella                    | Pelle diamante         | M. Bella, M. Rettani, S. Cirenga e A. Simoncini                                            | BMG Rights Management Italy           | 2007                  |
| Rit. | Emis Killa                        | Demoni                 | E. R. Giambelli, N. Lazzarin, Mattia Cerri, Marco Cerri e F. Abbate                        | Epic                                  | — (Esordio)           |

### SezioneNuove proposte
| Pos. | Interprete          | Brano                                       | Etichetta           | Autori                                                              |
| ---- | ------------------- | ------------------------------------------- | ------------------- | ------------------------------------------------------------------- |
| 1º   | Settembre           | Vertebre                                    | Isola degli Artisti | A. Settembre, L. Di Lenola e M. Finotti                             |
| 2º   | Alex Wyse           | Rockstar                                    | Artist First        | A. Rina, F. Facchinetti e M. Ieva                                   |
| NF   | Maria Tomba         | Goodbye (voglio good vibes)                 | Isola degli Artisti | M. Tomba, Hanami, Principe, Fiat 131 e Kokeshi                      |
| NF   | Vale LP e Lil Jolie | Dimmi tu quando sei pronto per fare l'amore | Sugar Music         | V. Sanseverino, F. Calearo, S. Tognini, A. De Crescenzo e E. Dadone |

## Serate

### Prima serata
Nella prima serata si sono esibiti i ventinove Campioni in gara, ciascuno con il proprio brano, votati dalla giuria della sala stampa, TV e Web. Al termine delle votazioni sono state annunciate le prime cinque posizioni, senza ordine di piazzamento.
     Primi cinque classificati
| Ordine di uscita | Artista                           | Brano                  | Voti prima serata             |
| Ordine di uscita | Artista                           | Brano                  | Giuria della stampa, TV e Web |
| ---------------- | --------------------------------- | ---------------------- | ----------------------------- |
| 1                | Gaia                              | Chiamo io chiami tu    | 23º posto                     |
| 2                | Francesco Gabbani                 | Viva la vita           | 10º posto                     |
| 3                | Rkomi                             | Il ritmo delle cose    | 28º posto                     |
| 4                | Noemi                             | Se t'innamori muori    | 7º posto                      |
| 5                | Irama                             | Lentamente             | 26º posto                     |
| 6                | Coma_Cose                         | Cuoricini              | 8º posto                      |
| 7                | Simone Cristicchi                 | Quando sarai piccola   | 2º posto                      |
| 8                | Marcella Bella                    | Pelle diamante         | 27º posto                     |
| 9                | Achille Lauro                     | Incoscienti giovani    | 5º posto                      |
| 10               | Giorgia                           | La cura per me         | 1º posto                      |
| 11               | Willie Peyote                     | Grazie ma no grazie    | 14º posto                     |
| 12               | Rose Villain                      | Fuorilegge             | 17º posto                     |
| 13               | Olly                              | Balorda nostalgia      | 6º posto                      |
| 14               | Elodie                            | Dimenticarsi alle 7    | 12º posto                     |
| 15               | Shablo con Guè, Joshua e Tormento | La mia parola          | 18º posto                     |
| 16               | Massimo Ranieri                   | Tra le mani un cuore   | 16º posto                     |
| 17               | Tony Effe                         | Damme 'na mano         | 29º posto                     |
| 18               | Serena Brancale                   | Anema e core           | 21º posto                     |
| 19               | Brunori Sas                       | L'albero delle noci    | 3º posto                      |
| 20               | Modà                              | Non ti dimentico       | 25º posto                     |
| 21               | Clara                             | Febbre                 | 24º posto                     |
| 22               | Lucio Corsi                       | Volevo essere un duro  | 4º posto                      |
| 23               | Fedez                             | Battito                | 11º posto                     |
| 24               | Bresh                             | La tana del granchio   | 19º posto                     |
| 25               | Sarah Toscano                     | Amarcord               | 22º posto                     |
| 26               | Joan Thiele                       | Eco                    | 15º posto                     |
| 27               | Rocco Hunt                        | Mille vote ancora      | 20º posto                     |
| 28               | Francesca Michielin               | Fango in paradiso      | 13º posto                     |
| 29               | The Kolors                        | Tu con chi fai l'amore | 9º posto                      |

Co-conduttori
- Antonella Clerici
- Gerry Scotti

Ospiti
- Carlotta Mantovan (dalla platea)
- Papa Francesco (videomessaggio)[20]
- Noa e Mira Awad[21] – Imagine
- Luca Ravenna[22] (durante l'esibizione di Grazie ma no grazie)
- Jovanotti[23][24] – L'ombelico del mondo, Il più grande spettacolo dopo il Big Bang, I Love You Baby, Fuorionda, A te e Un mondo a parte (con Dardust)
- Gianmarco Tamberi[25]
- Raf[26] – Self Control (in collegamento dal Suzuki Stage di piazza Colombo)
- Alessandro Cattelan (in collegamento dal DopoFestival)

### Seconda serata
All'inizio della seconda serata hanno gareggiato le quattro Nuove proposte in due sfide dirette composte da due cantanti ciascuna. L'artista più votato di ognuna ha avuto accesso alla finale della terza serata. Le esibizioni sono state votate dalla giuria della sala stampa, TV e Web (33%), dalla giuria delle radio (33%) e dal pubblico a casa tramite televoto (34%).
Di seguito si sono esibiti quindici dei ventinove Campioni con il proprio brano in gara, votati dalla giuria delle radio (50%) e dal pubblico a casa tramite televoto (50%). Al termine delle votazioni è stata stilata una classifica provvisoria, di cui sono state annunciate le prime cinque posizioni senza ordine di piazzamento.
Nuove proposte
- Ammesso alla finale
- Eliminato

| Duello | Ordine di uscita | Artista             | Brano                                       | Sala stampa (33%) | Radio (33%) | Televoto (34%) | Televoto (34%) | Media totale |
| Duello | Ordine di uscita | Artista             | Brano                                       | Sala stampa (33%) | Radio (33%) | %              | Posizione      | Media totale |
| ------ | ---------------- | ------------------- | ------------------------------------------- | ----------------- | ----------- | -------------- | -------------- | ------------ |
| I      | 1                | Alex Wyse           | Rockstar                                    | 1º posto          | 1º posto    | 86,96%         | 1º posto       | 1º posto     |
| I      | 2                | Vale LP e Lil Jolie | Dimmi tu quando sei pronto per fare l'amore | 2º posto          | 2º posto    | 13,04%         | 2º posto       | 2º posto     |
| II     | 3                | Maria Tomba         | Goodbye (voglio good vibes)                 | 2º posto          | 2º posto    | 14,14%         | 2º posto       | 2º posto     |
| II     | 4                | Settembre           | Vertebre                                    | 1º posto          | 1º posto    | 85,86%         | 1º posto       | 1º posto     |

Campioni
     Primi cinque classificati
| Ordine di uscita | Artista             | Brano                  | Voti seconda serata | Voti seconda serata | Voti seconda serata | Voti seconda serata | Classifica generale |
| Ordine di uscita | Artista             | Brano                  | Radio (50%)         | Televoto (50%)      | Televoto (50%)      | Media della serata  | Posizione           |
| Ordine di uscita | Artista             | Brano                  | Radio (50%)         | %                   | Posizione           | Media della serata  | Posizione           |
| ---------------- | ------------------- | ---------------------- | ------------------- | ------------------- | ------------------- | ------------------- | ------------------- |
| 1                | Rocco Hunt          | Mille vote ancora      | 15º posto           | 5,93%               | 7º posto            | 8º posto            | 12º posto           |
| 2                | Elodie              | Dimenticarsi alle 7    | 9º posto            | 5,20%               | 8º posto            | 7º posto            | 11º posto           |
| 3                | Lucio Corsi         | Volevo essere un duro  | 4º posto            | 10,65%              | 3º posto            | 5º posto            | 7º posto            |
| 4                | The Kolors          | Tu con chi fai l'amore | 5º posto            | 2,42%               | 9º posto            | 9º posto            | 18º posto           |
| 5                | Serena Brancale     | Anema e core           | 13º posto           | 1,61%               | 12º posto           | 13º posto           | 26º posto           |
| 6                | Fedez               | Battito                | 11º posto           | 19,39%              | 2º posto            | 2º posto            | 4º posto            |
| 7                | Francesca Michielin | Fango in paradiso      | 10º posto           | 1,60%               | 13º posto           | 12º posto           | 25º posto           |
| 8                | Simone Cristicchi   | Quando sarai piccola   | 2º posto            | 20,49%              | 1º posto            | 1º posto            | 3º posto            |
| 9                | Marcella Bella      | Pelle diamante         | 14º posto           | 0,71%               | 15º posto           | 15º posto           | 29º posto           |
| 10               | Bresh               | La tana del granchio   | 8º posto            | 6,02%               | 6º posto            | 6º posto            | 9º posto            |
| 11               | Achille Lauro       | Incoscienti giovani    | 3º posto            | 10,55%              | 4º posto            | 4º posto            | 6º posto            |
| 12               | Giorgia             | La cura per me         | 1º posto            | 9,79%               | 5º posto            | 3º posto            | 5º posto            |
| 13               | Rkomi               | Il ritmo delle cose    | 12º posto           | 1,54%               | 14º posto           | 14º posto           | 27º posto           |
| 14               | Rose Villain        | Fuorilegge             | 7º posto            | 2,03%               | 11º posto           | 11º posto           | 22º posto           |
| 15               | Willie Peyote       | Grazie ma no grazie    | 6º posto            | 2,05%               | 10º posto           | 10º posto           | 20º posto           |

Co-conduttori
- Bianca Balti
- Cristiano Malgioglio
- Nino Frassica

Ospiti
- Alessandro Cattelan (presentazione delle Nuove proposte e collegamento dal DopoFestival)
- Damiano David[24][28] – Felicità e Born with a Broken Heart
- Alessandro Borghi e Vittorio Bombicini (durante l'esibizione di Felicità)[29][30]
- Cinzia TH Torrini (dalla platea)
- Alessandro Gervasi e Francesco Del Gaudio[31] – Champagne e presentazione del film Champagne - Peppino di Capri
- Dove Cameron (dalla platea)
- BigMama[24][26] – La rabbia non ti basta (in collegamento dal Suzuki Stage di piazza Colombo)
- Paolo Genovese (dalla platea)
- Il cast di Follemente (Edoardo Leo, Pilar Fogliati, Emanuela Fanelli, Maria Chiara Giannetta, Claudia Pandolfi, Vittoria Puccini, Marco Giallini, Maurizio Lastrico, Rocco Papaleo e Claudio Santamaria)[24][32] – Somebody to Love e presentazione del film
- Carolina Kostner[33] – presentazione di Milano Cortina 2026
- Red Canzian (dalla platea)
- Il cast di Belcanto (Vittoria Puccini, Carmine Recano e Giacomo Giorgio)[34] – presentazione della prima stagione della fiction
- Luca Ravenna[22] (durante l'esibizione di Grazie ma no grazie)

### Terza serata
All'inizio della terza serata si sono esibiti i restanti quattordici dei ventinove Campioni con il proprio brano, votati dalla giuria delle radio (50%) e dal pubblico a casa tramite televoto (50%). Al termine delle votazioni è stata stilata una classifica provvisoria e sono state annunciate le prime cinque posizioni, senza ordine di piazzamento.
Di seguito si sono esibiti i due finalisti della sezione Nuove proposte. Le esibizioni sono state votate dalla giuria della sala stampa, TV e Web (33%), dalla giuria delle radio (33%) e dal pubblico a casa tramite televoto (34%).
Campioni
     Primi cinque classificati
| Ordine di uscita | Artista                           | Brano                | Voti seconda serata | Voti seconda serata | Voti seconda serata | Voti seconda serata | Classifica generale |
| Ordine di uscita | Artista                           | Brano                | Radio (50%)         | Televoto (50%)      | Televoto (50%)      | Media della serata  | Posizione           |
| Ordine di uscita | Artista                           | Brano                | Radio (50%)         | %                   | Posizione           | Media della serata  | Posizione           |
| ---------------- | --------------------------------- | -------------------- | ------------------- | ------------------- | ------------------- | ------------------- | ------------------- |
| 1                | Clara                             | Febbre               | 12º posto           | 1,24%               | 14º posto           | 14º posto           | 28º posto           |
| 2                | Brunori Sas                       | L'albero delle noci  | 2º posto            | 35,09%              | 1º posto            | 1º posto            | 1º posto            |
| 3                | Sarah Toscano                     | Amarcord             | 10º posto           | 3,72%               | 7º posto            | 8º posto            | 16º posto           |
| 4                | Massimo Ranieri                   | Tra le mani un cuore | 11º posto           | 2,58%               | 10º posto           | 11º posto           | 21º posto           |
| 5                | Joan Thiele                       | Eco                  | 7º posto            | 1,56%               | 12º posto           | 12º posto           | 23º posto           |
| 6                | Shablo con Guè, Joshua e Tormento | La mia parola        | 9º posto            | 2,85%               | 8º posto            | 10º posto           | 19º posto           |
| 7                | Noemi                             | Se t'innamori muori  | 4º posto            | 2,72%               | 9º posto            | 6º posto            | 14º posto           |
| 8                | Olly                              | Balorda nostalgia    | 3º posto            | 26,22%              | 2º posto            | 2º posto            | 2º posto            |
| 9                | Coma_Cose                         | Cuoricini            | 1º posto            | 2,07%               | 11º posto           | 5º posto            | 13º posto           |
| 10               | Modà                              | Non ti dimentico     | 13º posto           | 4,24%               | 5º posto            | 9º posto            | 17º posto           |
| 11               | Tony Effe                         | Damme 'na mano       | 14º posto           | 4,96%               | 4º posto            | 7º posto            | 15º posto           |
| 12               | Irama                             | Lentamente           | 8º posto            | 7,20%               | 3º posto            | 3º posto            | 8º posto            |
| 13               | Francesco Gabbani                 | Viva la vita         | 5º posto            | 4,24%               | 6º posto            | 4º posto            | 10º posto           |
| 14               | Gaia                              | Chiamo io chiami tu  | 6º posto            | 1,32%               | 13º posto           | 13º posto           | 24º posto           |

Nuove proposte - Finale
- Vincitore
- Secondo classificato

| Ordine di uscita | Artista   | Brano    | Sala stampa (33%) | Radio (33%) | Televoto (34%) | Televoto (34%) | Media totale |
| Ordine di uscita | Artista   | Brano    | Sala stampa (33%) | Radio (33%) | %              | Posizione      | Media totale |
| ---------------- | --------- | -------- | ----------------- | ----------- | -------------- | -------------- | ------------ |
| 1                | Settembre | Vertebre | 1º posto          | 1º posto    | 49,03%         | 2º posto       | 1º posto     |
| 2                | Alex Wyse | Rockstar | 2º posto          | 2º posto    | 50,97%         | 1º posto       | 2º posto     |

Co-conduttrici
- Miriam Leone
- Elettra Lamborghini
- Katia Follesa

Ospiti
- Edoardo Bennato[33] – Sono solo canzonette e presentazione del docufilm Sono solo canzonette
- Samuele Parodi
- Nunzia De Girolamo (dalla platea)
- Federica Gentile (dalla platea)
- Dario D'Ambrosi e gli attori del Teatro Patologico[24][37] – La musica è vita
- Il cast di Mare fuori (Maria Esposito, Giovanna Sannino, Domenico Cuomo, Giuseppe Pirozzi, Alfonso Capuozzo e Manuele Velo)[34] – presentazione della quinta stagione della fiction
- Ermal Meta[24][26] – Vietato morire (in collegamento dal Suzuki Stage di piazza Colombo)
- Duran Duran[24][38] – Invisible, Notorious, Ordinary World, Girls on Film, Psycho Killer (con Victoria De Angelis), The Wild Boys e ritiro del Premio "Amici di Sanremo"
- Iva Zanicchi[24][39] – Non pensare a me, Ciao cara come stai?, Zingara e ritiro del Premio "Città di Sanremo" alla carriera
- Giuseppe Lai (in collegamento dall'Amerigo Vespucci)
- Afrojack (dalla platea)
- Alessandro Cattelan (in collegamento dal DopoFestival)

### Quarta serata
Nella quarta serata i ventinove Campioni hanno cantato un pezzo da loro scelto, italiano o internazionale. Le prestazioni sono state votate dalla giuria della sala stampa, TV e web (33%), dalla giuria delle radio (33%) e dal pubblico a casa tramite televoto (34%). Tutti gli artisti si sono esibiti accompagnati da ospiti italiani o stranieri oppure, in alternativa, due Campioni insieme nella stessa cover.
Al termine è stata stilata la classifica di serata con i primi dieci piazzamenti: l'esibizione più votata è stata proclamata vincitrice della serata cover. A differenza delle edizioni precedenti, questa classifica non è stata inclusa tra le classifiche provvisorie che hanno poi contribuito a determinare quella finale. La vittoria è andata a Giorgia e Annalisa.
Tra gli abbinamenti annunciati il 26 gennaio 2025 nel TG1 figurava il duetto di Emis Killa con Lazza e Laura Marzadori sul brano 100 messaggi, prima della decisione di ritirarsi dal festival.
Campioni
- Vincitore
- Secondo classificato
- Terzo classificato
- Quarto classificato
- Quinto classificato

| Ordine di uscita | Artista/i                         | Ospite/i                                   | Brano (Artista originale – Anno)                                                | Voti quarta serata | Voti quarta serata | Voti quarta serata | Voti quarta serata | Voti quarta serata |
| Ordine di uscita | Artista/i                         | Ospite/i                                   | Brano (Artista originale – Anno)                                                | Sala stampa (33%)  | Radio (33%)        | Televoto (34%)     | Televoto (34%)     | Media totale       |
| Ordine di uscita | Artista/i                         | Ospite/i                                   | Brano (Artista originale – Anno)                                                | Sala stampa (33%)  | Radio (33%)        | %                  | Pos.               | Media totale       |
| ---------------- | --------------------------------- | ------------------------------------------ | ------------------------------------------------------------------------------- | ------------------ | ------------------ | ------------------ | ------------------ | ------------------ |
| 1                | Rose Villain                      | Chiello                                    | Fiori rosa fiori di pesco (Lucio Battisti – 1970)                               | 25º posto          | 25º posto          | 1,07%              | 19º posto          | 26º posto          |
| 2                | Modà                              | Francesco Renga                            | Angelo (Francesco Renga – 2005)                                                 | 24º posto          | 24º posto          | 2,33%              | 14º posto          | 18º posto          |
| 3                | Clara                             | Il Volo                                    | The Sound of Silence (Simon & Garfunkel – 1965)                                 | 18º posto          | 13º posto          | 5,11%              | 8º posto           | 9º posto           |
| 4                | Noemi e Tony Effe                 | –                                          | Tutto il resto è noia (Franco Califano – 1977)                                  | 26º posto          | 26º posto          | 2,16%              | 15º posto          | 21º posto          |
| 5                | Rkomi e Francesca Michielin       | –                                          | La nuova stella di Broadway (Cesare Cremonini – 2013)                           | 23º posto          | 21º posto          | 1,50%              | 18º posto          | 19º posto          |
| 6                | Lucio Corsi                       | Topo Gigio                                 | Nel blu, dipinto di blu (Domenico Modugno – 1958)                               | 2º posto           | 2º posto           | 11,66%             | 2º posto           | 2º posto           |
| 7                | Serena Brancale                   | Alessandra Amoroso                         | If I Ain't Got You (Alicia Keys – 2004)                                         | 4º posto           | 3º posto           | 2,69%              | 13º posto          | 13º posto          |
| 8                | Irama                             | Arisa                                      | Say Something (A Great Big World feat. Christina Aguilera – 2013)               | 10º posto          | 8º posto           | 6,44%              | 6º posto           | 6º posto           |
| 9                | Gaia                              | Toquinho                                   | La voglia, la pazzia (Ornella Vanoni – 1976)                                    | 20º posto          | 11º posto          | 0,61%              | 24º posto          | 22º posto          |
| 10               | The Kolors                        | Sal Da Vinci                               | Rossetto e caffè (Sal Da Vinci – 2024)                                          | 13º posto          | 7º posto           | 4,42%              | 10º posto          | 10º posto          |
| 11               | Marcella Bella                    | Twin Violins                               | L'emozione non ha voce (Adriano Celentano – 1999)                               | 22º posto          | 22º posto          | 0,76%              | 23º posto          | 24º posto          |
| 12               | Rocco Hunt                        | Clementino                                 | Yes I Know My Way (Pino Daniele – 1981)                                         | 7º posto           | 10º posto          | 5,73%              | 7º posto           | 7º posto           |
| 13               | Francesco Gabbani                 | Tricarico                                  | Io sono Francesco (Tricarico – 2000)                                            | 17º posto          | 23º posto          | 1,69%              | 16º posto          | 15º posto          |
| 14               | Giorgia                           | Annalisa                                   | Skyfall (Adele – 2012)                                                          | 1º posto           | 1º posto           | 14,27%             | 1º posto           | 1º posto           |
| 15               | Simone Cristicchi                 | Amara                                      | La cura (Franco Battiato – 1996)                                                | 8º posto           | 4º posto           | 3,49%              | 12º posto          | 11º posto          |
| 16               | Sarah Toscano                     | Ofenbach                                   | Overdrive (Ofenbach feat. Norma Jean Martine – 2023)                            | 16º posto          | 20º posto          | 1,59%              | 17º posto          | 14º posto          |
| 17               | Coma_Cose                         | Johnson Righeira                           | L'estate sta finendo (Righeira – 1985)                                          | 9º posto           | 5º posto           | 0,54%              | 25º posto          | 16º posto          |
| 18               | Joan Thiele                       | Frah Quintale                              | Che cosa c'è (Gino Paoli – 1964)                                                | 21º posto          | 19º posto          | 0,81%              | 21º posto          | 23º posto          |
| 19               | Olly                              | Goran Bregović e la Wedding & Funeral Band | Il pescatore (Fabrizio De André – 1970)                                         | 15º posto          | 16º posto          | 7,34%              | 4º posto           | 4º posto           |
| 20               | Elodie e Achille Lauro            | –                                          | A mano a mano (Riccardo Cocciante – 1978) / Folle città (Loredana Bertè – 1979) | 3º posto           | 6º posto           | 4,98%              | 9º posto           | 8º posto           |
| 21               | Massimo Ranieri                   | Neri per Caso                              | Quando (Pino Daniele – 1991)                                                    | 14º posto          | 14º posto          | 0,78%              | 22º posto          | 20º posto          |
| 22               | Willie Peyote                     | Tiromancino e Ditonellapiaga               | Un tempo piccolo (Franco Califano – 2005)                                       | 19º posto          | 18º posto          | 0,29%              | 26º posto          | 25º posto          |
| 23               | Brunori Sas                       | Dimartino e Riccardo Sinigallia            | L'anno che verrà (Lucio Dalla – 1979)                                           | 11º posto          | 15º posto          | 6,70%              | 5º posto           | 5º posto           |
| 24               | Fedez                             | Marco Masini                               | Bella stronza (Marco Masini – 1995)                                             | 5º posto           | 12º posto          | 8,53%              | 3º posto           | 3º posto           |
| 25               | Bresh                             | Cristiano De André                         | Creuza de mä (Fabrizio De André – 1984)                                         | 6º posto           | 9º posto           | 3,61%              | 11º posto          | 12º posto          |
| 26               | Shablo con Guè, Joshua e Tormento | Neffa                                      | Aspettando il sole (Neffa – 1996) / Amor de mi vida (Sottotono – 1999)          | 12º posto          | 17º posto          | 0,93%              | 20º posto          | 17º posto          |

Co-conduttori
- Mahmood - NLDA Intro, Bakugo, Ra ta ta, Soldi, Kobra e Tuta gold
- Geppi Cucciari

Ospiti
- Roberto Benigni[44]
- Max Giusti (dalla platea)
- Caterina Balivo, Eleonora Daniele e Anna Falchi (dalla platea)
- Benji & Fede[24][26] – Dove e quando (in collegamento dal Suzuki Stage di piazza Colombo)
- Gianni Bella (dalla platea)
- Nicola Carlone (dalla platea)
- Paolo Kessisoglu e Lunita Kessisoglu[24] – Paura di me
- Alessandro Cattelan (in collegamento dal DopoFestival)

### Quinta serata – Finale
Nel corso della serata finale si sono esibiti nuovamente i ventinove Campioni, ciascuno con il rispettivo brano in gara, votati dalla giuria della sala stampa, TV e Web (33%), dalla giuria delle radio (33%) e dal pubblico a casa tramite televoto (34%). Al termine delle votazioni è stata stilata la classifica finale, determinata dalla media tra le percentuali della serata finale e quelle delle serate precedenti, che ha stabilito la classifica definitiva dalla ventinovesima alla sesta posizione.
È stata poi eseguita una nuova votazione da parte dalla giuria della sala stampa (33%), dalla giuria delle radio (33%) e dal pubblico a casa tramite televoto (34%). Il totale dei voti delle tre componenti, sommato ai voti della precedente classifica generale, ha infine decretato la canzone vincitrice del Festival.
- Ammesso alla finale a cinque

| Ordine di uscita | Artista                           | Brano                  | Voti quinta serata | Voti quinta serata | Voti quinta serata | Voti quinta serata | Voti quinta serata | Media totale |
| Ordine di uscita | Artista                           | Brano                  | Sala stampa (33%)  | Radio (33%)        | Televoto (34%)     | Televoto (34%)     | Media della serata | Media totale |
| Ordine di uscita | Artista                           | Brano                  | Sala stampa (33%)  | Radio (33%)        | %                  | Posizione          | Media della serata | Media totale |
| ---------------- | --------------------------------- | ---------------------- | ------------------ | ------------------ | ------------------ | ------------------ | ------------------ | ------------ |
| 1                | Francesca Michielin               | Fango in paradiso      | 21º posto          | 19º posto          | 0,58%              | 23º posto          | 22º posto          | 21º posto    |
| 2                | Willie Peyote                     | Grazie ma no grazie    | 12º posto          | 8º posto           | 1,09%              | 16º posto          | 12º posto          | 16º posto    |
| 3                | Marcella Bella                    | Pelle diamante         | 27º posto          | 27º posto          | 0,37%              | 28º posto          | 29º posto          | 29º posto    |
| 4                | Bresh                             | La tana del granchio   | 17º posto          | 14º posto          | 2,15%              | 10º posto          | 11º posto          | 11º posto    |
| 5                | Modà                              | Non ti dimentico       | 28º posto          | 28º posto          | 1,29%              | 13º posto          | 26º posto          | 22º posto    |
| 6                | Rose Villain                      | Fuorilegge             | 15º posto          | 16º posto          | 1,06%              | 17º posto          | 15º posto          | 19º posto    |
| 7                | Tony Effe                         | Damme 'na mano         | 29º posto          | 29º posto          | 1,86%              | 11º posto          | 24º posto          | 25º posto    |
| 8                | Clara                             | Febbre                 | 26º posto          | 24º posto          | 0,49%              | 25º posto          | 28º posto          | 27º posto    |
| 9                | Serena Brancale                   | Anema e core           | 16º posto          | 20º posto          | 0,87%              | 20º posto          | 19º posto          | 24º posto    |
| 10               | Brunori Sas                       | L'albero delle noci    | 4º posto           | 5º posto           | 17,44%             | 1º posto           | 1º posto           | 1º posto     |
| 11               | Francesco Gabbani                 | Viva la vita           | 10º posto          | 13º posto          | 2,38%              | 9º posto           | 8º posto           | 8º posto     |
| 12               | Noemi                             | Se t'innamori muori    | 9º posto           | 9º posto           | 0,79%              | 21º posto          | 13º posto          | 13º posto    |
| 13               | Rocco Hunt                        | Mille vote ancora      | 23º posto          | 26º posto          | 1,55%              | 12º posto          | 18º posto          | 15º posto    |
| 14               | The Kolors                        | Tu con chi fai l'amore | 18º posto          | 10º posto          | 0,71%              | 22º posto          | 17º posto          | 14º posto    |
| 15               | Olly                              | Balorda nostalgia      | 5º posto           | 7º posto           | 16,26%             | 2º posto           | 2º posto           | 2º posto     |
| 16               | Achille Lauro                     | Incoscienti giovani    | 3º posto           | 3º posto           | 8,59%              | 5º posto           | 5º posto           | 7º posto     |
| 17               | Coma_Cose                         | Cuoricini              | 8º posto           | 4º posto           | 1,24%              | 14º posto          | 9º posto           | 10º posto    |
| 18               | Giorgia                           | La cura per me         | 1º posto           | 1º posto           | 8,03%              | 6º posto           | 4º posto           | 6º posto     |
| 19               | Simone Cristicchi                 | Quando sarai piccola   | 6º posto           | 6º posto           | 3,75%              | 7º posto           | 7º posto           | 4º posto     |
| 20               | Elodie                            | Dimenticarsi alle 7    | 11º posto          | 18º posto          | 1,14%              | 15º posto          | 14º posto          | 12º posto    |
| 21               | Lucio Corsi                       | Volevo essere un duro  | 2º posto           | 2º posto           | 12,31%             | 3º posto           | 3º posto           | 3º posto     |
| 22               | Irama                             | Lentamente             | 25º posto          | 22º posto          | 2,89%              | 8º posto           | 10º posto          | 9º posto     |
| 23               | Fedez                             | Battito                | 7º posto           | 12º posto          | 9,65%              | 4º posto           | 6º posto           | 5º posto     |
| 24               | Shablo con Guè, Joshua e Tormento | La mia parola          | 13º posto          | 17º posto          | 0,90%              | 19º posto          | 16º posto          | 18º posto    |
| 25               | Joan Thiele                       | Eco                    | 14º posto          | 11º posto          | 0,38%              | 27º posto          | 21º posto          | 20º posto    |
| 26               | Massimo Ranieri                   | Tra le mani un cuore   | 20º posto          | 25º posto          | 0,40%              | 26º posto          | 27º posto          | 23º posto    |
| 27               | Gaia                              | Chiamo io chiami tu    | 22º posto          | 15º posto          | 0,33%              | 29º posto          | 23º posto          | 26º posto    |
| 28               | Rkomi                             | Il ritmo delle cose    | 24º posto          | 23º posto          | 0,54%              | 24º posto          | 25º posto          | 28º posto    |
| 29               | Sarah Toscano                     | Amarcord               | 19º posto          | 21º posto          | 0,99%              | 18º posto          | 20º posto          | 17º posto    |

Finale a cinque
- Vincitore
- Secondo classificato
- Terzo classificato
- Quarto classificato
- Quinto classificato

| Ordine di uscita | Artista           | Brano                 | Voti finale a cinque | Voti finale a cinque | Voti finale a cinque | Voti finale a cinque | Voti finale a cinque  | Totale | Posizione |
| Ordine di uscita | Artista           | Brano                 | Radio (33%)          | Sala stampa (33%)    | Televoto (34%)       | Televoto (34%)       | Media della votazione | Totale | Posizione |
| Ordine di uscita | Artista           | Brano                 | Radio (33%)          | Sala stampa (33%)    | %                    | Posizione            | Media della votazione | Totale | Posizione |
| ---------------- | ----------------- | --------------------- | -------------------- | -------------------- | -------------------- | -------------------- | --------------------- | ------ | --------- |
| 1                | Fedez             | Battito               | 5º posto             | 4º posto             | 20,51%               | 3º posto             | 4º posto              | 17,67% | 4º posto  |
| 2                | Simone Cristicchi | Quando sarai piccola  | 4º posto             | 5º posto             | 6,13%                | 5º posto             | 5º posto              | 14,78% | 5º posto  |
| 3                | Brunori Sas       | L'albero delle noci   | 3º posto             | 3º posto             | 16,61%               | 4º posto             | 3º posto              | 20,32% | 3º posto  |
| 4                | Lucio Corsi       | Volevo essere un duro | 1º posto             | 1º posto             | 25,70%               | 2º posto             | 1º posto              | 23,39% | 2º posto  |
| 5                | Olly              | Balorda nostalgia     | 2º posto             | 2º posto             | 31,05%               | 1º posto             | 2º posto              | 23,84% | 1º posto  |

Co-conduttori
- Alessia Marcuzzi
- Alessandro Cattelan

Ospiti
- Gabry Ponte e Andrea Bonomo – Tutta l'Italia
- Mara Venier (dalla platea)
- Luca Ravenna[22] (durante l'esibizione di Grazie ma no grazie)
- Alberto Angela – presentazione della puntata speciale di Ulisse - Il piacere della scoperta
- Tedua[24][26] – Bagagli (improvvisazione) (in collegamento dal Suzuki Stage di piazza Colombo)
- Gianluca "Fru" Colucci[47] (durante l'esibizione di Tu con chi fai l'amore)
- Antonello Venditti[24][39] – Amici mai, Ricordati di me e ritiro del Premio "Città di Sanremo" alla carriera
- Planet Funk[24][48] – Nights in White Satin/Chase the Sun/These Boots Are Made for Walkin'/Who Said (Stuck in the UK) (in collegamento dalla Costa Toscana)
- Brenda Lodigiani
- Edoardo Bove
- Vanessa Scalera[34] – presentazione della quarta stagione della fiction Imma Tataranni – Sostituto procuratore
- Stefania Constantini e Amos Mosaner (dalla platea)
- Veronica Maya (dalla platea)
- Bianca Guaccero, Gabriele Corsi e Mariasole Pollio
- Ema Stokholma e Gino Castaldo (in collegamento)
- Mahmood – Sottomarini
- Bianca Balti
- Massimiliano Ossini e Daniela Ferolla (dalla platea)

## Premi

### SezioneCampioni
- Vincitore 75º Festival di Sanremo sezione Campioni: Olly con Balorda nostalgia[5][6]
- Podio – secondo classificato 75º Festival di Sanremo sezione Campioni: Lucio Corsi con Volevo essere un duro[5][6]
- Podio – terzo classificato 75º Festival di Sanremo sezione Campioni: Brunori Sas con L'albero delle noci[5][6]
- Podio – quarto classificato 75º Festival di Sanremo sezione Campioni: Fedez con Battito[5][6]
- Podio – quinto classificato 75º Festival di Sanremo sezione Campioni: Simone Cristicchi con Quando sarai piccola[5][6]
- Rappresentante designato dell'Italia all'Eurovision Song Contest 2025: Lucio Corsi con Volevo essere un duro[8]
- Premio della Critica "Mia Martini" sezione Campioni: Lucio Corsi con Volevo essere un duro[49][50]
- Premio della Sala Stampa Radio-TV-Web "Lucio Dalla" sezione Campioni: Simone Cristicchi con Quando sarai piccola[50][51]
- Premio "Sergio Bardotti" per il miglior testo: Brunori Sas con L'albero delle noci[50]
- Premio "Giancarlo Bigazzi" alla miglior composizione musicale: Simone Cristicchi con Quando sarai piccola[50]
- Premio Lunezia per il valore emozionale: Simone Cristicchi con Quando sarai piccola[52]
- Premio Miglior cover: Giorgia (e Annalisa) con Skyfall
- Premio TIM: Giorgia con La cura per me

### SezioneNuove proposte
- Vincitore 75º Festival di Sanremo sezione Nuove proposte: Settembre con Vertebre[7]
- Podio – secondo classificato 75º Festival di Sanremo sezione Nuove proposte: Alex Wyse con Rockstar[7]
- Premio della Critica "Mia Martini" sezione Nuove proposte: Settembre con Vertebre[53]
- Premio della Sala Stampa Radio-TV-Web "Lucio Dalla" sezione Nuove proposte: Settembre con Vertebre[54]
- Premio "Enzo Jannacci" NuovoIMAIE alla migliore interpretazione: Settembre con Vertebre

### Altri premi
- Premio alla carriera "Città di Sanremo": Iva Zanicchi e Antonello Venditti[39]
- Premio "Amici di Sanremo": Duran Duran[38]

## Orchestra
L'orchestra è stata diretta dal maestro Pinuccio Pirazzoli.
Le canzoni dei cantanti in gara sono state dirette da:
- Stefano Amato per Brunori Sas
- Fabio Barnaba per Maria Tomba, Settembre e Serena Brancale (solo quarta serata)
- Andrea Benassai per i Modà
- Daniel Bestonzo per Willie Peyote
- Nicole Brancale per Serena Brancale
- Diego Calvetti per Bresh
- Enzo Campagnoli per Giorgia, Rocco Hunt, Tony Effe e Noemi (solo quarta serata)
- Valeriano Chiaravalle per Alex Wyse, Clara, Fedez, Sarah Toscano e The Kolors
- Lucio Fabbri per Massimo Ranieri
- Luca Faraone per Shablo con Guè, Joshua e Tormento
- Fabio Gurian per Francesco Gabbani e Marcella Bella
- Enrico Melozzi per i Coma_Cose
- Giulio Nenna per Irama
- Mirko Onofrio per Brunori Sas (solo quarta serata)
- Giovanni Pallotti per Olly
- Carmelo Patti per Francesca Michielin, Joan Thiele, Vale LP e Lil Jolie
- Davide Rossi per Achille Lauro, Elodie, Lucio Corsi e Rose Villain
- Valter Sivilotti per Simone Cristicchi
- Riccardo Zangirolami per Gaia, Rkomi e Francesca Michielin (solo quarta serata)
- Michele "Michelangelo" Zocca per Noemi

## Commissione musicale
Come per le edizioni precedenti, della selezione dei partecipanti di Sanremo Giovani 2024 si è occupata una commissione musicale composta da:
- Carlo Conti
- Claudio Fasulo
- Ema Stokholma
- Carolina Rey
- Manola Moslehi
- Enrico Cremonesi
- Daniele Battaglia

## Classifiche

### Singoli
| Artista                           | Singolo                                     | Italia | Italia (Certificazioni vendite FIMI) | Unità certificate | Svizzera |
| --------------------------------- | ------------------------------------------- | ------ | ------------------------------------ | ----------------- | -------- |
| Olly                              | Balorda nostalgia                           | 1      | Platino (2)                          | 400 000+          | 6        |
| Fedez                             | Battito                                     | 2      | Platino                              | 200 000+          | 15       |
| Giorgia                           | La cura per me                              | 2      | Platino                              | 200 000+          | 17       |
| Achille Lauro                     | Incoscienti giovani                         | 3      | Platino                              | 200 000+          | 28       |
| Lucio Corsi                       | Volevo essere un duro                       | 3      | Platino                              | 200 000+          | 35       |
| Tony Effe                         | Damme 'na mano                              | 3      | Oro                                  | 100 000+          | 45       |
| Coma_Cose                         | Cuoricini                                   | 4      | Platino                              | 200 000+          | 48       |
| Rose Villain                      | Fuorilegge                                  | 6      | Platino                              | 200 000+          | 51       |
| The Kolors                        | Tu con chi fai l'amore                      | 6      | Oro                                  | 100 000+          | —        |
| Elodie                            | Dimenticarsi alle 7                         | 7      | Oro                                  | 100 000+          | 59       |
| Shablo con Guè, Joshua e Tormento | La mia parola                               | 7      | Oro                                  | 100 000+          | 96       |
| Bresh                             | La tana del granchio                        | 8      | Oro                                  | 100 000+          | 77       |
| Gaia                              | Chiamo io chiami tu                         | 9      | Oro                                  | 100 000+          | —        |
| Rkomi                             | Il ritmo delle cose                         | 10     | Oro                                  | 100 000+          | —        |
| Serena Brancale                   | Anema e core                                | 10     | Oro                                  | 100 000+          | —        |
| Brunori Sas                       | L'albero delle noci                         | 11     | Oro                                  | 100 000+          | —        |
| Irama                             | Lentamente                                  | 12     | Oro                                  | 100 000+          | 57       |
| Simone Cristicchi                 | Quando sarai piccola                        | 16     | —                                    | —                 | —        |
| Willie Peyote                     | Grazie ma no grazie                         | 16     | —                                    | —                 | —        |
| Noemi                             | Se t'innamori muori                         | 19     | Oro                                  | 100 000+          | —        |
| Sarah Toscano                     | Amarcord                                    | 19     | Oro                                  | 100 000+          | —        |
| Clara                             | Febbre                                      | 23     | —                                    | —                 | —        |
| Francesca Michielin               | Fango in paradiso                           | 24     | —                                    | —                 | —        |
| Rocco Hunt                        | Mille vote ancora                           | 24     | —                                    | —                 | —        |
| Modà                              | Non ti dimentico                            | 29     | —                                    | —                 | —        |
| Francesco Gabbani                 | Viva la vita                                | 30     | —                                    | —                 | —        |
| Joan Thiele                       | Eco                                         | 30     | —                                    | —                 | —        |
| Settembre                         | Vertebre                                    | 31     | Oro                                  | 100 000+          | —        |
| Marcella Bella                    | Pelle diamante                              | 36     | —                                    | —                 | —        |
| Massimo Ranieri                   | Tra le mani un cuore                        | 44     | —                                    | —                 | —        |
| Alex Wyse                         | Rockstar                                    | 49     | —                                    | —                 | —        |
| Vale LP e Lil Jolie               | Dimmi tu quando sei pronto per fare l'amore | 55     | —                                    | —                 | —        |
| Maria Tomba                       | Goodbye (voglio good vibes)                 | 57     | —                                    | —                 | —        |

### Album
| Artista             | Album                         | Italia | Italia (Certificazioni vendite FIMI) | Vendite  |
| ------------------- | ----------------------------- | ------ | ------------------------------------ | -------- |
| Tony Effe           | Icon                          | 1      | Platino (5)                          | 250 000+ |
| Olly                | Tutta vita                    | 1      | Platino (4)                          | 200 000+ |
| Achille Lauro       | Comuni mortali                | 1      | Platino                              | 50 000+  |
| Lucio Corsi         | Volevo essere un duro         | 1      | Oro                                  | 25 000+  |
| Rose Villain        | Radio Vega                    | 1      | Oro                                  | 25 000+  |
| Bresh               | Mediterraneo                  | 1      | Oro                                  | 25 000+  |
| Brunori Sas         | L'albero delle noci           | 2      | —                                    | —        |
| Francesco Gabbani   | Dalla tua parte               | 2      | —                                    | —        |
| Rocco Hunt          | Ragazzo di giù                | 2      | —                                    | —        |
| AA.VV.              | Sanremo 2025                  | 3      | —                                    | —        |
| Elodie              | Mi ami mi odi                 | 3      | Oro                                  | 25 000+  |
| Rkomi               | Decrescendo                   | 3      | —                                    | —        |
| Coma_Cose           | Vita fusa                     | 5      | —                                    | —        |
| Willie Peyote       | Sulla riva del fiume          | 5      | —                                    | —        |
| Gaia                | Rosa dei venti                | 6      | —                                    | —        |
| Modà                | 8 canzoni                     | 6      | —                                    | —        |
| Noemi               | Nostalgia                     | 7      | —                                    | —        |
| Joan Thiele         | Joanita                       | 12     | —                                    | —        |
| Shablo              | Manifesto                     | 28     | —                                    | —        |
| Settembre           | Vertebre                      | 43     | —                                    | —        |
| Maria Tomba         | Requiem (per un sogno)        | —      | —                                    | —        |
| Marcella Bella      | Etnea (Diamante Edition)      | —      | —                                    | —        |
| Massimo Ranieri     | Tra le mani... le mie canzoni | —      | —                                    | —        |
| Simone Cristicchi   | Dalle tenebre alla luce       | —      | —                                    | —        |
| Vale LP e Lil Jolie | Le ragazze della valle        | —      | —                                    | —        |

## Jingle
Il jingle del festival è il brano Tutta l'Italia del produttore italiano Gabry Ponte.
In questa edizione, come già accaduto nelle altre edizioni condotte da Conti, l'entrata in scena di ciascun Campione è accompagnata da un sottofondo musicale che riprende un successo precedente della sua carriera.
- Achille Lauro: Me ne frego (2020)
- Bresh: Torcida (2024)
- Brunori Sas: Per due che come noi (2019)
- Clara: Diamanti grezzi (2024)
- Coma_Cose: L'addio (2023)
- Elodie: Due (2023)
- Fedez: Chiamami per nome (2021)
- Francesca Michielin: Nessun grado di separazione (2016)
- Francesco Gabbani: Occidentali's Karma (2017)
- Gaia: Chega (2020)
- Giorgia: Come saprei (1995)
- Irama: Ovunque sarai (2022)
- Joan Thiele: Proiettili (ti mangio il cuore) (2022)
- Lucio Corsi: Tu sei il mattino (2024)
- Marcella Bella: Montagne verdi (1972)
- Massimo Ranieri: Perdere l'amore (1988)
- Modà: Tappeto di fragole (2011)
- Noemi: Sono solo parole (2012)
- Olly: Polvere (2023)
- Rkomi: Insuperabile (2022)
- Rocco Hunt: Wake Up  (2016)
- Rose Villain: Click boom! (2024)
- Sarah Toscano: Sexy magica (2024)
- Serena Brancale: Baccalà (2024)
- Shablo con Guè, Joshua e Tormento: Quanto ti vorrei (Chiello feat. Shablo, 2021)
- Simone Cristicchi: Ti regalerò una rosa (2007)
- The Kolors: Italodisco (2023)
- Tony Effe: Sesso e samba (2024)
- Willie Peyote: Mai dire mai (la locura) (2021)

## Regia
La regia dell'evento è stata affidata a Maurizio Pagnussat, alla sua quarta esperienza al festival dopo le edizioni dal 2015 al 2017. Tra le novità introdotte, l'utilizzo del CuePilot (già impiegato nelle edizioni 2018 e 2019), del software Disguise d3 quale mediaserver e il mastering dell'audio effettuato mediante la tecnologia Dolby Atmos.

## PrimaFestival
Come per le precedenti edizioni, anche nel 2025 la trasmissione dell'evento è stata preceduta dalla finestra del PrimaFestival, incentrata su indiscrezioni sulle canzoni in gara, sugli artisti e sugli ospiti del Festival. La trasmissione è andata in onda dall'8 al 15 febbraio 2025 con la conduzione di Bianca Guaccero, Gabriele Corsi e Mariasole Pollio e brevi interventi comici de I Sansoni.

## DopoFestival
A distanza di cinque anni dall'ultima edizione, nel 2025 la trasmissione dell'evento è stata seguita dal programma DopoFestival, incentrato sul meglio delle serate e sulle reazioni alle esibizioni degli artisti e degli ospiti, andato in onda dall'11 al 14 febbraio 2025 con la conduzione di Alessandro Cattelan e un cast composto da Selvaggia Lucarelli, Anna Dello Russo e gli Street Clerks.

## Sanremo Live LIS
Per la sesta edizione è stata messa in onda una versione dedicata alle persone con disabilità uditive su RaiPlay dei performer e degli interpreti in lingua dei segni italiana.

## Conferenze stampa
Le conferenze stampa sono state tenute ogni mattina dal 10 al 17 febbraio nella sala Roof dell'Ariston e trasmesse in diretta su RaiPlay.

## Ascolti
| Serata             | Messa in onda      | I parte        | I parte | II parte       | II parte | Media ponderata | Media ponderata | Fonte  |
| Serata             | Messa in onda      | Telespettatori | Share   | Telespettatori | Share    | Telespettatori  | Share           | Fonte  |
| ------------------ | ------------------ | -------------- | ------- | -------------- | -------- | --------------- | --------------- | ------ |
| I                  | 11 febbraio 2025   | 15 713 000     | 63,61%  | 7 992 000      | 68,71%   | 12 218 000      | 65,00%          | [ 64 ] |
| II                 | 12 febbraio 2025   | 14 437 000     | 63,22%  | 7 287 000      | 66,72%   | 11 410 000      | 64,10%          | [ 65 ] |
| III                | 13 febbraio 2025   | 13 360 000     | 59,82%  | 6 484 000      | 59,21%   | 10 404 000      | 59,70%          | [ 66 ] |
| IV                 | 14 febbraio 2025   | 16 224 000     | 68,85%  | 9 560 000      | 73,65%   | 13 187 000      | 70,40%          | [ 67 ] |
| Finale             | 15 febbraio 2025   | 15 590 000     | 68,80%  | 10 695 000     | 78,70%   | 13 016 000      | 72,70%          | [ 68 ] |
| Media delle serate | Media delle serate | 15 065 000     | 64,86%  | 8 404 000      | 69,40%   | 12 047 000      | 66,38%          |        |

## Controversie

### Controversie sulla vittoria della kermesse
Il 7 febbraio 2025 Striscia la notizia ha riportato che l'inviato Pinuccio di Telebari ha dichiarato di sapere che l'edizione sarebbe stata vinta da Olly, sottolineando: «Quando vince un cantante, bisogna sempre chiedersi chi c'è dietro […] andate a vedere chi c'era dietro il vincitore dell'anno scorso», alludendo alla manager Marta Donà. Anche Enrico Mentana, dopo la vittoria di Olly, ha espresso perplessità sul fatto che la Donà fosse manager dei vincitori delle due precedenti edizioni (Angelina Mango nel 2024 e Marco Mengoni nel 2023 e 2013) e dei Måneskin, vincitori nel 2021. Ha inoltre messo in evidenza che a tutti i concorrenti citati, compreso quello del 2025, era stato assegnato il codice 15 del televoto. Il giornalista Roberto Pavanello ha detto al riguardo: «Ribattezziamolo Festival di Marta Donà».
Rispondendo alle accuse, Carlo Conti ha dichiarato: «Coincidenza assoluta. [...] Io quando scelgo le canzoni non guardo né chi ha scritto il brano, né la fedina penale, né il management, ma sento solo la canzone. È tutto puramente casuale».

### Controversia sul cast dei partecipanti
Successivamente alla rivelazione del cast di artisti ammessi alla kermesse, il 2 dicembre 2024 il Codacons ha richiesto di visionare in anteprima i testi delle canzoni poiché «nel momento in cui in Italia si è avviata una lotta serrata a femminicidi, violenza di genere e bullismo hanno inserito nel cast di Sanremo artisti i cui brani sono stati caratterizzati da insulti alle donne e frasi violente», rivolgendosi principalmente a Emis Killa, Fedez, Tony Effe e Guè, i quali «si sono contraddistinti in passato per la violenza e la pericolosità dei loro testi, [...] invitandoli a prendere le distanze da contenuti sessisti e insulti alle donne, [...] che rappresentano una offesa al genere femminile o che possono incentivare i giovani alla violenza».

### Esposto Antitrust del Codacons sugli autori dei brani
Il 22 gennaio 2025 Codacons ha presentato un esposto all'Antitrust denunciando il fatto che «undici autori firmano quasi il 70% dei brani in gara al Festival di Sanremo», prendendo a riferimento Federica Abbate, Davide Simonetta, Nicola Lazzarin, Jacopo Ettorre e Davide Petrella come «quella che appare come una casta» in grado di «arrecare danno al settore, ai consumatori e agli stessi artisti», chiedendo all'Autorità garante della concorrenza e del mercato di «verificare possibili anomalie» anche rispetto agli anni precedenti, in quanto «molti dei nomi che figurano quest'anno come autori delle canzoni in gara sono gli stessi che hanno scritto testi o melodie dei brani presentati a Sanremo lo scorso anno».

### Meccanismo di voto e inchieste sull'irregolarità del televoto
Il meccanismo di voto della serata finale è stato criticato nel corso della conferenza stampa di presentazione della terza serata, in cui Conti ha chiarito la modalità di voto. Alludendo al voto del precedente anno come non imparziale per via di una presunta coalizione della sala stampa sul voto, ha comunicato un ridimensionamento del peso del voto della sala stampa, suscitando un'immediata reazione dei giornalisti presenti.
Il 13 febbraio 2025 Fanpage.it ha parlato di un tentativo di condizionare il televoto messo in atto da un gruppo Telegram, composto da oltre 800 000 iscritti e gestito da Pengwin, pseudonimo di Kristian Tumidajewicz, attraverso una scommessa su tre livelli (si poteva puntare sulla vittoria finale di Rocco Hunt, sul piazzamento nei primi 5 e sul piazzamento nei primi 10). Nei commenti sui social di Hunt sono apparse le emoticon di un pinguino e il tag al canale Instagram ufficiale di Pengwin. Le testate giornalistiche hanno scritto che si sarebbe potuto trattare di un'irregolarità del televoto e di falsamento, oltre che un esercizio abusivo di attività di gioco o di scommessa illegale; alla fine Rocco Hunt si è classificato 15º, non rientrando quindi nei criteri della scommessa.

### Coinvolgimento dei partecipanti a indagini giudiziarie
Il 29 gennaio 2025 Emis Killa ha annunciato il ritiro dalla manifestazione in quanto iscritto nel registro degli indagati per il reato di associazione per delinquere nell'ambito di un'inchiesta "Doppia Curva" della direzione distrettuale antimafia della procura di Milano sugli affari criminali afferenti i gruppi ultras interisti e milanisti. Il 13 febbraio 2025 è stata riportata da la Repubblica un'intercettazione telefonica tra Fedez e Luca Lucci, capo degli ultras del Milan indagato per l'inchiesta "Doppia Curva", avvenuta nel corso del festival. Nella stessa data, nel corso della conferenza stampa di presentazione della terza serata del festival, alcuni giornalisti hanno sollevato la questione sulla partecipazione di Fedez, viste sia l'intercettazione che l'indagine per rissa, lesioni e percosse dalla Procura di Milano nell’ambito dell’inchiesta relativa all’aggressione al personal trainer Cristiano Iovino (22 aprile 2024), denotando l'assenza del rapper alle conferenze stampa dedicate agli artisti. Conti ha confermato che per regolamento la partecipazione alla kermesse sarebbe stata comunque garantita, mentre il capo dell’ufficio stampa della Rai Fabrizio Casinelli ha fatto notare che non vi è alcun obbligo per i partecipanti di presenziare alle conferenze stampa.

## Trasmissione dell'evento
| Area                     | Rete          |
| ------------------------ | ------------- |
| Italia                   | Rai 1         |
| Italia                   | Rai Radio 2   |
| Italia                   | RaiPlay       |
| Italia                   | RaiPlay Sound |
| Italia (resto del mondo) | Rai Italia    |
| Italia (resto del mondo) | RaiPlay       |
| Unione europea           | Eurovisione   |
| Albania                  | RTSH 2        |
| Albania                  | RTSH 1        |
| Canada                   | Rogers TV     |
| Canada                   | Ici Tv Quebec |
| Moldavia                 | Moldova 1     |
| Montenegro               | TVCG 2        |
| Romania                  | TVR1          |
| Spagna                   | RTVE Play     |